# Inukshuk

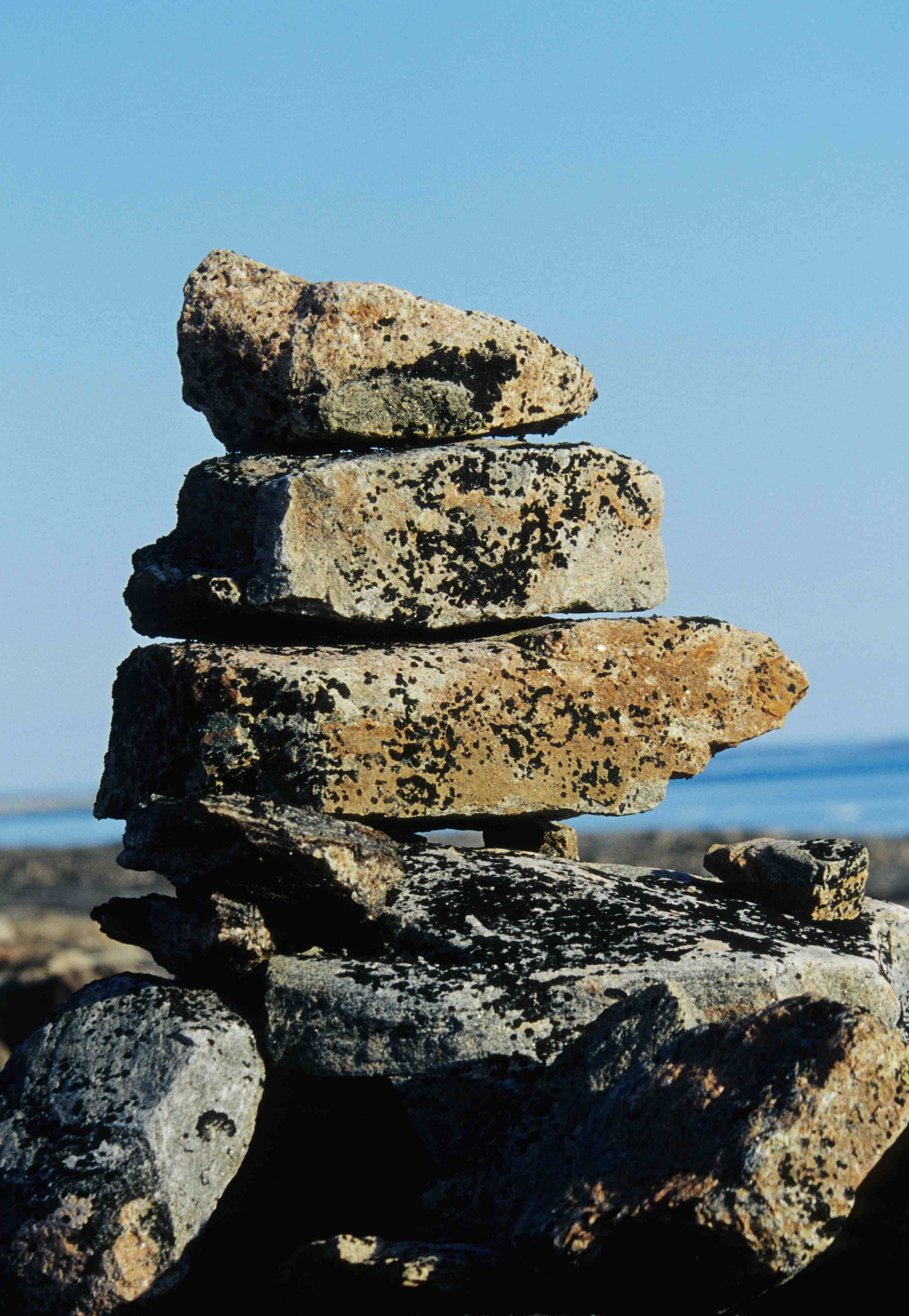
Un Inukshuk sull'isola Baffin

L'inukshuk (dall'inuktitut ᐃᓄᒃᓱᒃ, al plurale ᐃᓄᒃᓱᐃᑦ) è un ometto, ovvero una costruzione in pietra usata come punto di riferimento dagli Inuit, Inupiat, Kalaallit, Yupik e da altri popoli della zona artica dell'America settentrionale. Queste strutture sono state trovate nell'area compresa tra l'Alaska e la Groenlandia. Questo territorio, ubicato oltre il circolo polare artico, è dominato dalla tundra che è, per conformazione, povera di punti di riferimento naturali.
Una rappresentazione di queste costruzioni è presente sulla bandiera della regione di Nunavut in Canada, ed un'altra è stata usata come logo per i XXI Giochi olimpici invernali che si sono svolti a Vancouver nel 2010.